# Borisz Fjodorovics Andrejev
Borisz Fjodorovics Andrejev (oroszul: Борис Федорович Андреев; Szaratov, 1915. február 9. – Moszkva, 1982. április 25.) szovjet-orosz színész.

## Pályája
A Volga menti Szaratovban, munkás családban született. Gyermekkorát a közeli kisvárosban, Atkarszkban töltötte. Az iskola elvégzése után gyári munkásként dolgozott és belépett a gyár színjátszókörébe. Szaratovban egy színitechnikumban képezte magát, majd 1936-tól három évig a város drámai színházában játszott .
Első filmszerepére főként külseje: mackós, erőteljes alkata, széles arca miatt választotta ki Ivan Pirjev rendező. A filmben az egyik traktoristát alakította, aki egy jelenetben a traktort kerekénél fogva egy kézzel megemeli. Ezen a forgatáson ismerkedett meg és kötött barátságot az akkor már ismert pályatársával, Nyikolaj Krjucskovval. Szaratovból „fölkerült” Moszkvába, ahol a Filmszínészek Színháza tagja lett, és ettől kezdve szinte minden évben – néha évente többször is – új filmben tűnt fel.
Többnyire meglehetősen egysíkú, erős, de jólelkű, pozitív hősöket alakított. Gyakran volt látható munkás- (mint donyeci bányász, Nagy élet 1-2. rész), majd a háborútól kezdve matróz- vagy bátor szovjet katona- (Szevasztopol hősei, Két bajtárs), illetve főtiszt- (Lángoló évek) szerepekben. A sztálini személyi kultusz idején készült Berlin elestében az általa alakított, mindig helytálló vasmunkás, később szovjet katona Sztálinnal is találkozik és áhítattal néz fel rá mint nagy tanítóra, hős hadvezérre. Kevés történelmi témájú filmjei egyikében az orosz mondák népszerű hősét, Ilja Muromec alakját keltette életre.
Andrejev a háború után Pirjev zenés filmvígjátékaiban is játszott (Szibériai rapszódia, Vidám vásár), melyek „lakkozva”, egyoldalúan és meghamisítva ábrázolták a korabeli szovjet valóságot, de a mozik nagy sikerei közé tartoztak. Árnyaltabb emberábrázolásra nyílt lehetősége Joszif Hejfic A Zsurbin család (1954) című művében és több későbbi alkotásban. Georgij Danyelija rendező Út a kikötőbe című filmje (1962) vén fedélzetmesterének szerepében Andrejev „fellengzős pátosz nélkül rajzolja meg egy sokat szenvedett, a primitívségig egyszerű és tanulatlan ember hétköznapiságában hősi alakját”.
Filmszerepeiért számos elismerésben és állami díjban részesült. Élete utolsó éveiben utószinkron rendezőként is dolgozott.

## Filmjei
- 1939 – Traktoristák [Boldog ifjúság] (Трактористы) – (R. Ivan Pirjev)
- 1939 – Szerencse fel – Nagy élet, 1. rész (Большая жизнь. Часть 1.) – (R. Leonyid Lukov)
- 1939 – Vadászrepülők (Истребители)
- 1941 – Vasöklű Bogdán (Богдан Хмельницкий) – (R. Igor Szavcsenko)
- 1942 – Tadzsikisztán fia (Сын Таджикистана)
- 1942 – A hősök élén (Александр Пархоменко) – (R. Lenyid Lukov)
- 1942 – Ifjú évek (Годы молодые)
- 1942 – A csodálatos hegedű – Zenei filmalbum, 1. (Музыкальный киносборник 1. – «Чудесная скрипка»)
- 1942 – Ifjú partizánok (Юные партизаны)
- 1943 – Két bajtárs (Два бойца) – (R. Lenyid Lukov)
- 1944 – Szevasztopol hősei  (Малахов курган)
- 1944 – A Fekete-tengernél születtem (Я – черноморец)
- 1945 – Aranyösvény (Золотая тропа)
- 1945 – Végzetes éjszaka (Однажды ночью)
- 1946 – Nagy élet, 2. rész (bemutató: 1959) (Большая жизнь. Часть 2. ) – (R. Leonyid Lukov)
- 1947 – Szibériai rapszódia (Сказание о земле Сибирской) – (R. Ivan Pirjev)
- 1949 – Találkozás az Elbán (Встреча на Эльбе) – (R. Grigorij Alekszandrov)
- 1949 – Vidám vásár (Кубанские казаки) – (R. Ivan Pirjev)
- 1949 – Berlin eleste, 1–2.  (Падение Берлина) – (R. Mihail Csiaureli)
- 1951 – Feledhetetlen 1919 (Незабываемый 1919-й) – (R. Mihail Csiaureli)
- 1952 – Makszimka (Максимка)
- 1953 – Marina sorsa (Судьба Марины)
- 1954 – A Zsurbin család (Большая семья) – (R. Joszif Hejfic)
- 1956 – Ilja Muromec [A fejedelem bajnoka] (Илья Муромец)
- 1958 – Dal a tengerről (Поэма о море) – (R. Julia Szolnceva)
- 1959 – Meghasonlás (Жестокость) – (R. Vlagyimir Szkujbin)
- 1959 – Foma Gorgyejev (Фома Гордеев) – (Makszim Gorkij azonos című regényének filmváltozata. R. Mark Donszkoj)
- 1959 – Borús reggel – Golgotha, 3. rész  (Хмурое утро) – (R. Meri Andzsaparidze, Grigorij Rosal)
- 1960 – Lángoló évek (Повесть пламенных лет) – (R. Julija Szolnceva)
- 1961 – Kozákok (Казаки)
- 1962 – Út a kikötőbe (Путь к причалу) – (R. Georgij Danyelija)
- 1963 – Optimista tragédia (Оптимистическая трагедия) – (Vszevolod Visnyevszkij drámájának filmváltozata. Rendező: Szamszon Szamszonov)
- 1963 – Dunajevszkij melódiái (Мелодии Дунаевского) – (Archív anyagok és korábbi filmek részleteiből összeállított film)
- 1964 – Az elvarázsolt Gyeszna (Зачарованная Десна) – (R. Julija Szolnceva)
- 1965 – Felettünk Dél keresztje (Над нами южный крест)
- 1966 – Vad parton (На диком бреге)
- 1968 – Angyalok napja [Névnap] (День ангела) – (R. Sztanyiszlav Govoruhin)
- 1969 – Éjjeli csengetés (tv-film) (Ночной звонок)
- 1971 – A kincses sziget  (Остров сокровищ) – (Robert Louis Stevenson azonos című regénye alapján)
- 1973 – Vanyusin gyermekei (Дети Ванюшина)
- 1973 – A felvételiző (Абитуриентка)
- 1975 – A világ végén (На краю света)
- 1975 – Kinevezlek unokának (Назначаешься внучкой)
- 1976 – Az első út (tv-film) (Первый рейс)
- 1976 – Az én dolgom (Моё дело)
- 1978 – Ostobaság (Сапоги всмятку) – (Tv-film Anton Csehov novelláinak motívumai alapján. R. Mihail Iljenko)
- 1980 – Szergej Ivanovics nyugdíjba megy (Сергей Иванович уходит на пенсию)
- 1982 – Előszó az ütközethez (Предисловие к битве)
- 1982 – Potyogtak a könnyek (Слёзы капали) – (R. Georgij Danyelija)